# Ontinyent CF
Ontinyent CF war ein spanischer Fußballverein aus der Kleinstadt Ontinyent in der Comunidad Valenciana. Der 1947 gegründete Klub spielte fünf Spielzeiten in der zweitklassigen Segunda División und wurde 2019 wegen finanzieller Schwierigkeiten aufgelöst.

## Geschichte
Der im Jahre 1947 gegründete Ontinyent CF hatte seine erfolgreichste Zeit in den 60er Jahren und Anfang der 70er. In insgesamt fünf Spielzeiten waren die Valencianer in der Segunda División, der zweithöchsten spanischen Liga vertreten. Zumeist war Ontinyent in unteren Ligen vertreten bis in der Saison 2006/07 der Aufstieg in die Segunda División B gelang, in der der Verein bis zu seinem Abstieg in die Tercera División 2013 dauerhaft spielte. 2017 gelang der Wiederaufstieg. In der Rückrunde der Saison 2018/19 stellte der Verein wegen finanzieller Schwierigkeiten den Spielbetrieb ein und verkündete im März 2019 seine Auflösung.

## Stadion
Der Ontinyent CF spielte im Estadio El Clariano, das 5000 Zuschauern Platz bietet.

## Statistik
- Spielzeiten Liga 1: 0
- Spielzeiten Liga 2: 5
- Spielzeiten Liga 2B: 17
- Spielzeiten Liga 3: 43

## Erfolge
- Aufstieg in die Segunda División 1962/63 und 1967/68
- Aufstieg in die Segunda División B 2006/07 und 2016/17